# Svetište Majke Božje od Krasna
Svetište Majke Božje od Krasna je hrvatsko katoličko marijansko svetište u selu Krasno na obroncima Velebita u okolici Senja.
Svetište Majke Božje od Krasna iz 18. stoljeća, izgrađeno je na temeljima jedne srednjovjekovne crkvice. Najveću umjetničku vrijednost u crkvi predstavlja drveni kasetirani strop s oslikanim scenama iz života Krista, Djevice Marije i svetaca s latinskim citatima iz 1740. godine. Sada se kip Gospe Krasnarske čuva u proštenjarskoj crkvi, no povijesna vrela otkrivaju da je zbog ratne opasnosti 1942. godine kip prenesen u župnu crkvu sv. Antuna Padovanskoga u Krasnom. Dok se kip tamo čuvao, svečano se u procesiji nosio u svetište o proljetnim kvatrama i vraćao na završetku jesenskih. Kip su nosile krasnarske djevojke, koje su se za to morale pravodobno prijaviti budući da je uvijek bilo više zainteresiranih.
Legenda o Majci Božjoj krasnarskoj potječe iz 1219. godine: " U šumi krasnarskoj, pastiri pasli svoja stada. Jednoga dana ugledaše na nekakvu panju čudesan cvijet, a u cvijetu sliku Majke Božje. Pastiri otrgnu cvijet i ponesu ga u Krasnarsko polje, gdje se od drevnih vremena nalazila kapelica. Ali prenesenog cvijeta najednom nestade, dok ga pastiri opet ne nađoše na istom panju u šumi. Videći narod te događaje, sagradi u šumi kapelicu u čast Majci Božjoj, a nad samim panjem, gdje se cvijet ukazao, podiže žrtvenik."
Majku Božju od Krasna svake godine posjeti oko 100.000 hodočasnika iz cijele Hrvatske, ali i šire. U Krasnu se stanovnici Primorja i Like od davnina okupljaju 15. kolovoza u čast Velike Gospe. Prije izgradnje prometnice hodočasnici su do svetišta mogli doći samo pješice, a veliki broj vjernika i danas uoči Velike Gospe tradicionalno pješači prema Krasnu.
Svećenik Nikola Komušanac istakao se u radu u obnovi svetišta i organizaciji brojnih hodočašća. Svetište je postalo glavno mjesto hodočašća vjernika u Lici i šire, posebno za blagdan Velike Gospe. Upravo je stalno ulaganje u infrastrukturu tog svetišta kao i pratećih objekata bio jedan od glavnih vodilja njegovog predanog rada.